# Mi2
Mi2 so slovenska rock skupina, katere začetki segajo v Rogatec leta 1995.

## Biografija
Skupino sta ustanovila Jernej »Dimek« Dirnbek in Robert »Fiki« Firer, ki je skupino zapustil leta 1998. Zasedba je nekaj časa delovala kot duet, ki je imel nastope na dogodkih revijskega tipa in v glasbenih, televizijskih in radijskih oddajah, nato pa se sta se Dimek in Fiki za spremljavo dogovorila s kranjsko skupino Apeiron. Sodelovanje je bilo kratkega trajanja, saj je interes za sodelovanje pokazal Egon Herman – Srajca, ki je pri Mi2 sodeloval od začetka kot studijski kitarist in avtor glasbe. Z Egonom sta prišla v spremljevalni bend še Vojko Hlupić (bas kitara) in Vanja Janež (bobni). Zasedba je dobro leto koncertirala po odrih po Sloveniji, med drugim je leta 1998 tudi prvič nastopila na festivalu Rock Otočec. 
S Fikijevim odhodom je postava razpadla, Egon in Jernej pa sta k sodelovanju prepričala Toneta Kregarja - Tonča (vokal) in Roberta Novaka (Flika). Za bobne je sedel Matjaž Sabolek (Tiža), ki ga je čez pol leta zamenjal sedanji bobnar Igor Peter Orač (Mali). Ta zasedba se je prvič okarakterizirala kot Mi2, to je skupina enakovrednih članov, ki je zašla v rockerske vode in začela skupaj ustvarjati material za nove izdaje. Do danes je nanizala 8 samostojnih albumov, več kot 1000 koncertov, posnela več videospotov in uspešnic.

Poleg glasbenih stvaritev so v času obstoja skupine izšli še:
- Pesniška zbirka Mi2 pišema poezije (Bori jih pa riše) (Filter, 2002)
- Mi2 biografija avtorja Mohorja Hudeja (Litera, 2010)
- Mi2 pesmarica z ilustracijami Borija Zupančiča avtorjev Jerneja Dirnbeka in Toneta Kregarja (Litera, 2010)

Leta 2015 je izšel dokumentarni film o skupini z naslovom Kdo = Mi2 režiserja Rudija Urana.

## Uspešnice
- Čista jeba
- Samo tebe te imam
- Pojdi z menoj v toplice
- Moja teta Estera
- Odhajaš
- Pa si šla
- Zbudi me za prvi maj
- Oda gudeki
- Črtica
- Ko bil sn še mali pizdun
- Sv. Margareta
- Vstati in obstati
- Štajersko nebo
- Čakal sn te ko kreten
- Brigita (z Ulice Maršala Tita)
- Sladka kot med
- Ti nisi ta
- Ljubezen pod topoli
- Hči vaškega učitelja
- Lanski sneg

## Diskografija
- Črtica (1997)
- Čudo tehnike (1998)
- Album leta (2000)
- Dečki s Sotle (2002)
- Dobrodošli na dvor (2006)
- Rokenrol (2010)
- Decibeli (2012)
- Čista jeba (2014)
- Črno na Belem (2021)